# Escarabat ermità
L'escarabat ermità (Osmoderma eremita) és una espècie de coleòpter de la família de les cetònids.
És una espècie en regressió, amenaçada i protegida. És considerada com un bon bioindicador de la naturalitat d'un medi pel que fa a presència d'arbres senescents o de fustes mortes, però en presència de fusta morta, les seves poblacions poden tanmateix evolucionar amb cicles asíncrons.

## Hàbitat
L'espècie és present en el si de boscatges densos que acullen un nombre important de vells planifolis senescents i rics en troncs buits.
Al sector nord-oest de França, ocupa preferentment les plantades de castanyers empeltats i els roures escapçats.

## Estatut de l'espècie (estat, pressions i amenaces, respostes)
L'espècie és una baula essencial al funcionament ecològic dels entorns forestals, i la seva presència és un bioindicador fiable de la qualitat dels medis. A França és estrictament protegida pel decret del 23 d'abril de 2007 que fixa les llistes dels insectes protegits en tot el territori i les modalitats de llur protecció.
La presència de l'escarabat ermità ha conduït per exemple a interrompre la construcció de l'autopista A28 Alençon-Le Mans entre 1996 i 2002. L'atenció portada a aquesta espècie és principalment deguda al seu estatut d'espècie-indicadora i d'espècie-paraigua, i no sempre ha ben estat compresa per les poblacions i els actors locals.
Una part del departament de la Mayenne és concernit per la zona Natura 2000 (País de Pail, Coëvrons) on aquest animal rar s'ha de protegir.
Un mitjà de protegir aquesta mena d'espècie és de restaurar i conservar una xarxa prou densa i ecològicament interconnectada de fusta morta i arbres senescents, així com d'arbres vells en les tanques i prades.

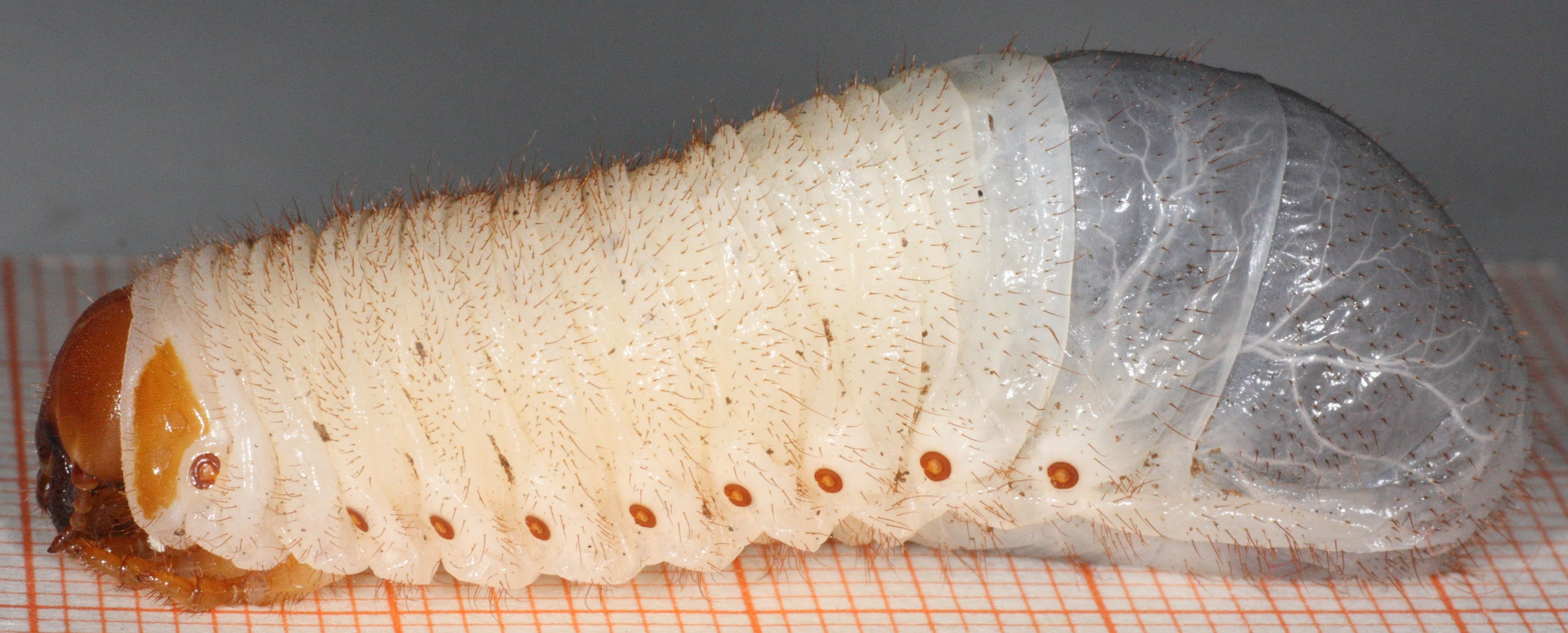
Larva al darrer estadi
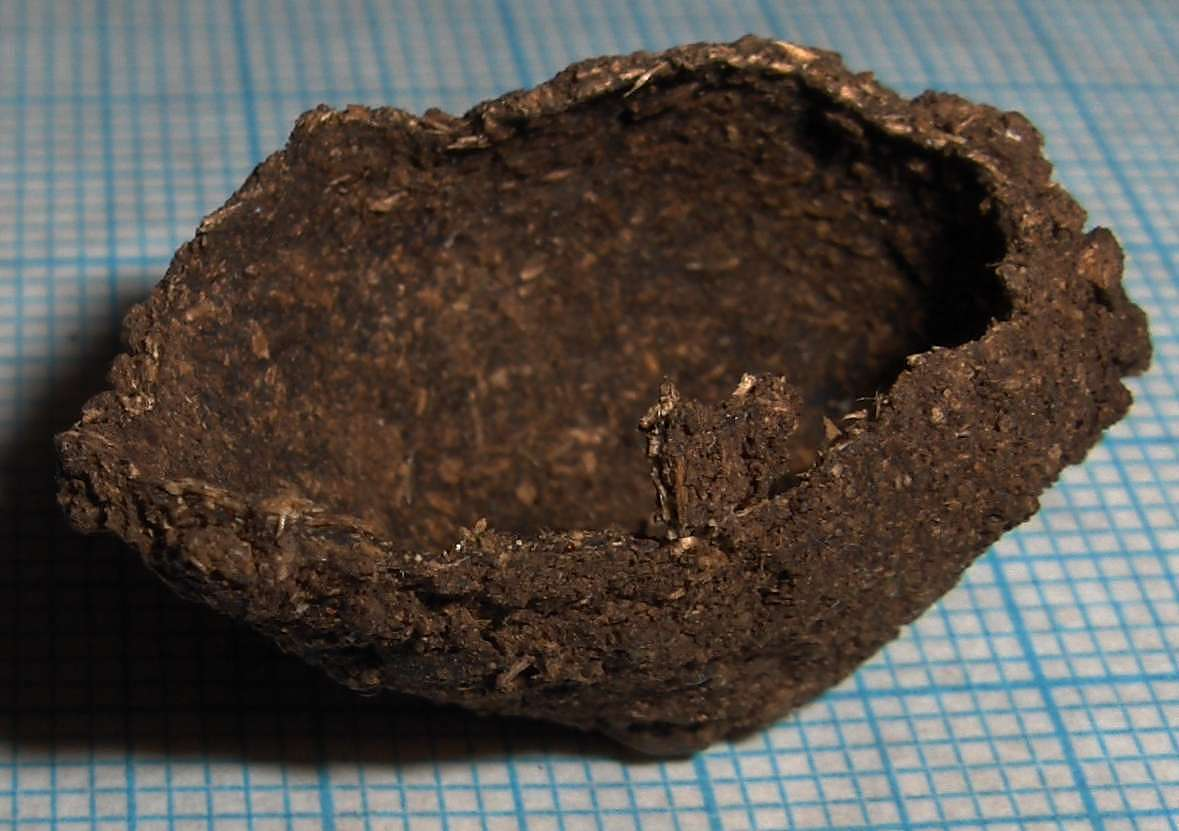
Residus de nimfosi
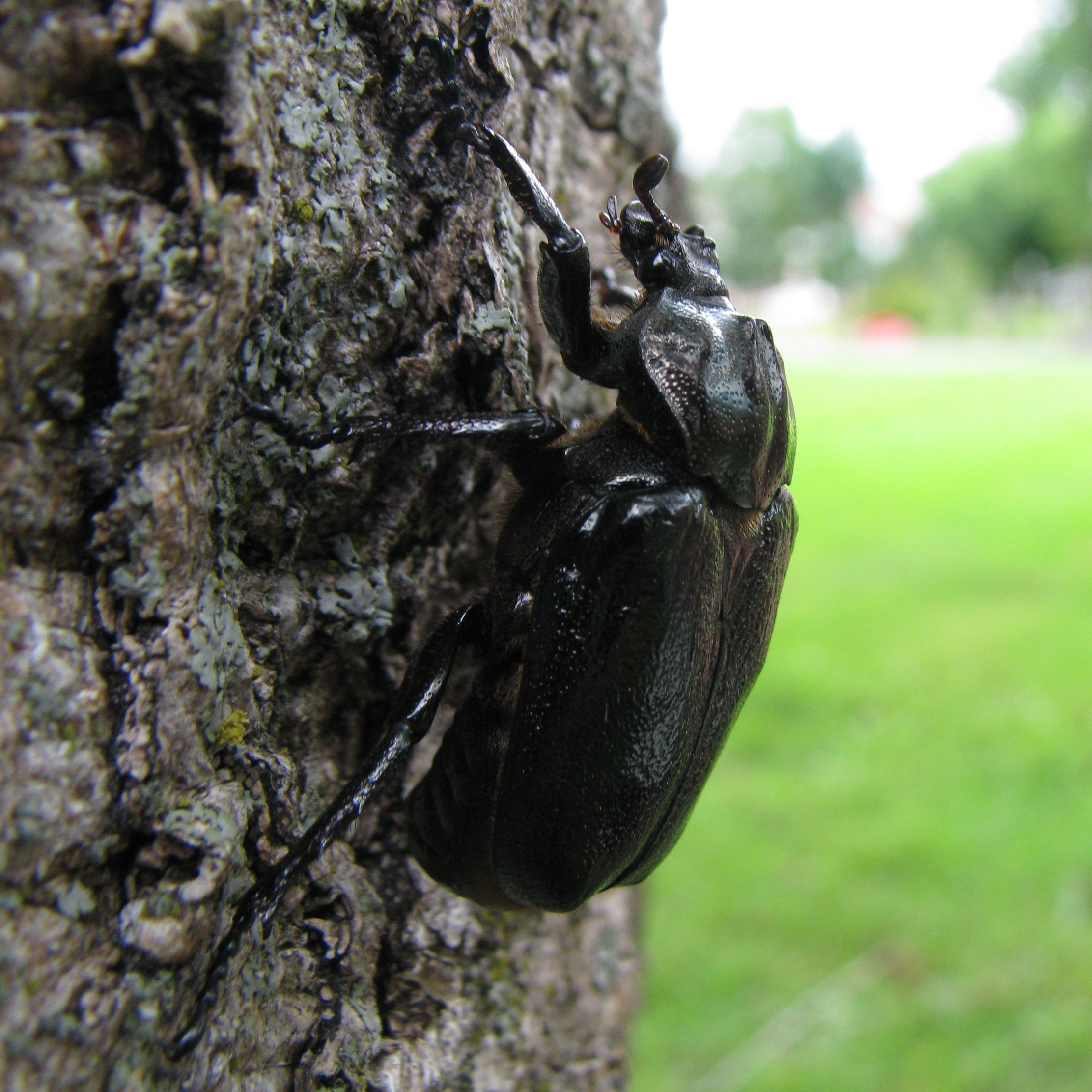
Un adult a Noruega
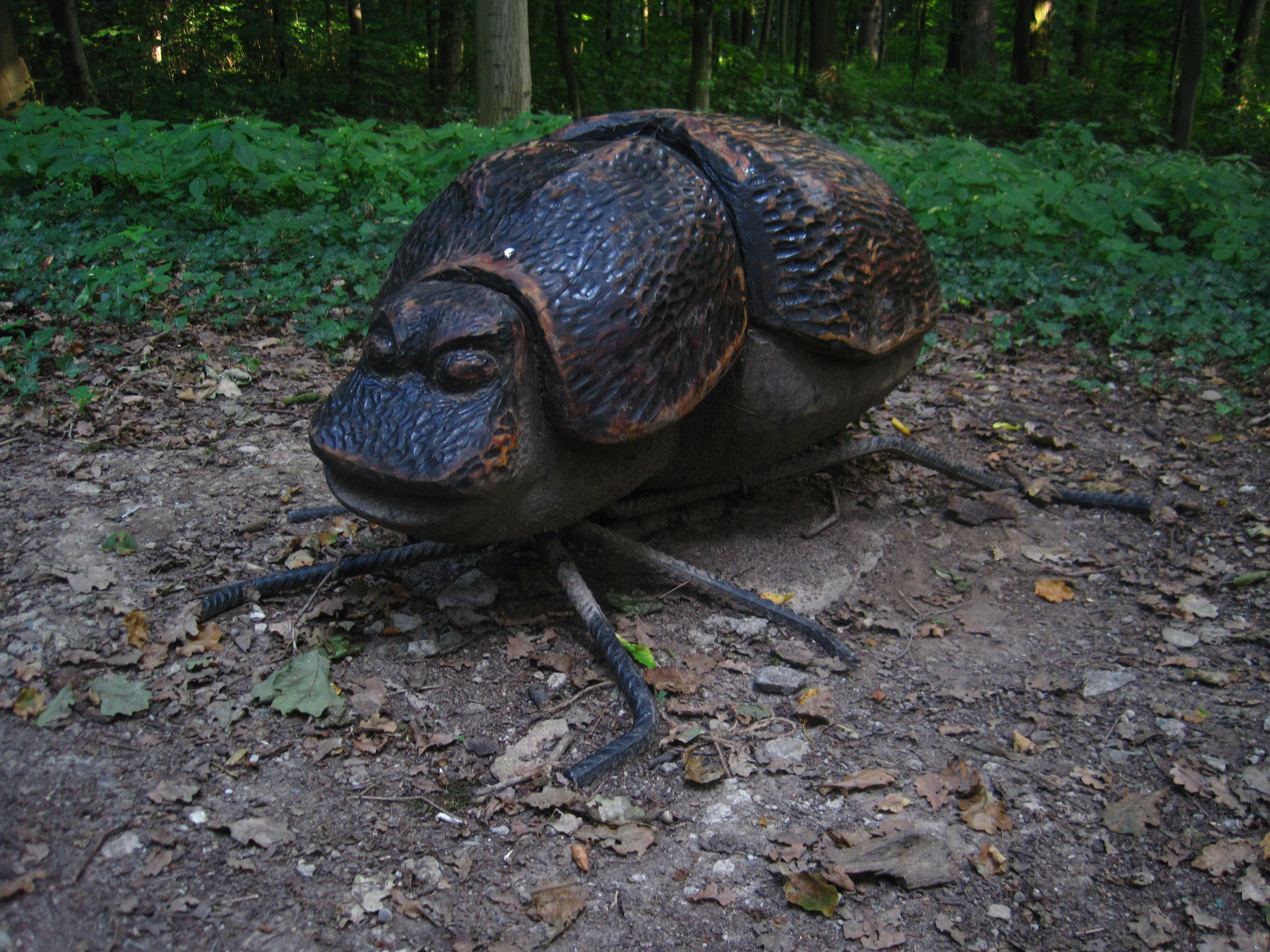
Escultura a Txèquia